# 柏林廣播交響樂團

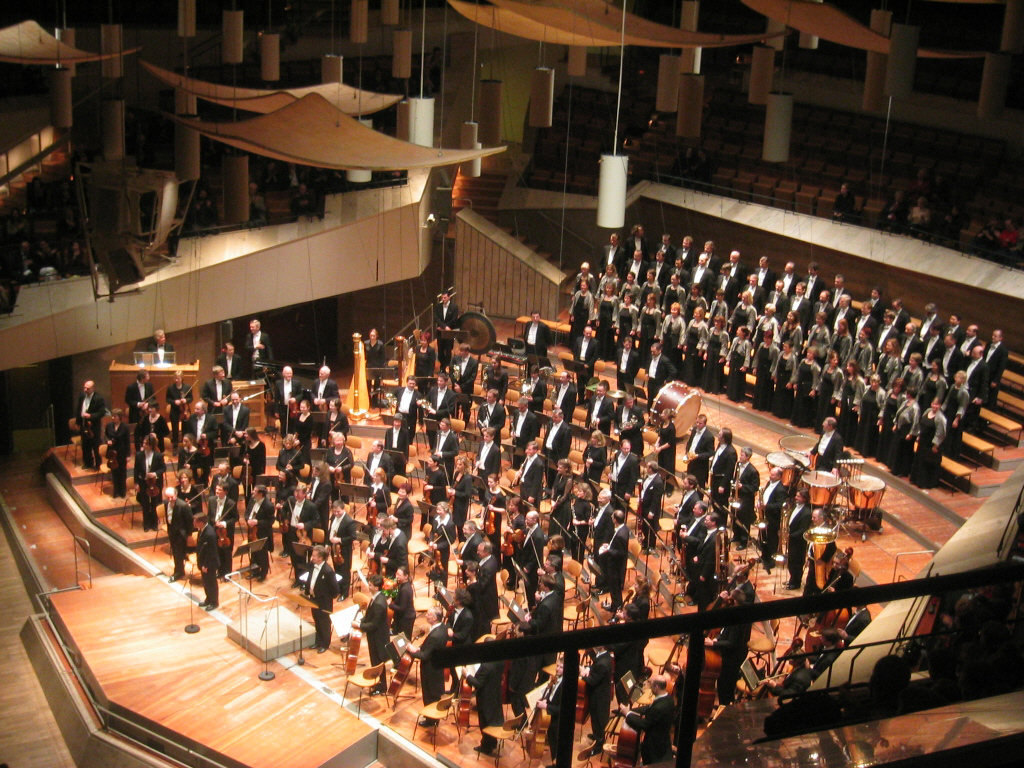

柏林廣播交響樂團（德語：Rundfunk-Sinfonieorchester Berlin）是位於德國柏林的一家交響樂團，成立於魏瑪共和國時代。2009年，曾有消息稱柏林廣播交響樂團將和柏林德意志交響樂團合併，但由於柏林廣播交響樂團的強烈反對而告吹。

## 外部連結
- Homepage （页面存档备份，存于）
- 柏林廣播交響樂團的Discogs页面（英文）